# Beatriz Segall
Beatriz de Toledo Segall (Río de Janeiro, 25 de julio de 1926-São Paulo, 5 de septiembre de 2018) fue una premiada actriz brasileña de teatro, cine y televisión.

## Biografía
Originalmente era profesora de francés; comenzó a estudiar teatro a inicios de la década de 1950. Trabajó con Henriette Morineau. En París, donde prosiguió los estudios, conoció a Maurício Segall, hijo del pintor Lasar Segall, y se casaron en 1954; tuvieron tres hijos: el director de cine Sérgio Toledo, Mário —arquitecto— y Paulo. Por un tiempo abandonó la carrera para retomarla en 1964. 
Interpretó numerosos papeles en la televisión brasileña. El más recordado fue el de la villana Odete Roitman en Vale Tudo.
Su último papel en la TV, fue en la serie de la Rede Globo Los Experimentados, en el 2015.
Falleció el 5 de septiembre de 2018, a causa de una crisis respiratoria.

## Carrera

### Televisión
- 2015 -  Os experientes ... Yolanda
- 2012-2013 - Lado a lado ... Madame Bensançon
- 2011 - Lara com Z ... Maria Beatriz Passos de Albuquerque
- 2006 - Bicho do Mato ....  Bárbara de Sá Freitas (Rede Record)
- 2002 - Tierra Esperanza .... Maria Antônia ("participación especial")
- 2001 - El clon .... Ms. Penélope Brown ("participación especial")
- 2000 - Sãos & Salvos! .... Madame Kiki (TV Cultura)
- 1998 - Você Decide .... Izildinha Barroso - (Doble de Socialite)
- 1997 - Anjo Mau .... Clô (Clotilde Jordão)
- 1993 - Sonho Meu .... Paula Candeias de Sá
- 1992 - De Corpo e Alma .... Stella
- 1990 - Barriga de Aluguel .... Miss Brown/Miss Penélope Brown
- 1990 - A, E, I, O... Urca .... Sofia Mark
- 1988 - Vale Tudo .... Odete de Almeida Roitman
- 1987 - Carmem .... Alzira (Rede Manchete)
- 1983 - Champagne .... Eunice
- 1983 - Louco Amor .... Lourdes Mesquita (participación)
- 1982 - Sol de Verão .... Laura
- 1982 - Ninho da Serpente .... Noêmia (Rede Bandeirantes)
- 1981 - Os Adolescentes .... Iracema (Rede Bandeirantes)
- 1980 - Agua viva .... Lourdes Mesquita
- 1979 - Pai Herói .... Norah Limeira Brandão
- 1978 - Dancin' Days .... Celina de Souza Prado Cardoso
- 1968 - Ana .... Mercedes
- 1967 - Angústia de Amar .... Mary
- 1958 - Pollyana Moça
- 1957 - Lever no Espaço

### Cine
- 2011 - Família Vende Tudo
- 2003 - Desmundo
- 1988 - Romance
- 1981 - Pixote, a lei do mais fraco
- 1979 - Os Amantes da Chuva
- 1978 - Diário da Província
- 1978 - O cortiço
- 1976 - À flor da pele
- 1970 - Cléo e Daniel
- 1951 - A Beleza do Diabo